# Salimata Diop
 (août 2023).
Si vous disposez d'ouvrages ou d'articles de référence ou si vous connaissez des sites web de qualité traitant du thème abordé ici, merci de compléter l'article en donnant les références utiles à sa vérifiabilité et en les liant à la section « Notes et références ».
Salimata Diop est une commissaire d'exposition franco-sénégalaise, ancienne directrice artistique de la foire AKAA et ancienne directrice du premier musée ouest-africain consacré à la photographie: le musée de la photographie de Saint-Louis, au Sénégal. En 2024, Salimata Diop est nommée directrice artistique de la 15ᵉ édition de la Biennale de Dakar, l’un des événements majeurs de la scène artistique du continent africain.

## Biographie

### Origines et études
Salimata Diop est commissaire d’exposition, critique d’art, et compositrice. Elle grandit à Saint-Louis et Dakar au Sénégal. Elle vit à présent entre Dakar et La Rochelle (France).
Fille de deux intellectuels, linguistes, qui se rencontrent sur les bancs de la Sorbonne, son héritage multiculturel comprend d'une part la culture sénégalaise (Wolof et Peul par son père, dont la famille est de Thiès et Kebemer), et la culture française d'autre part par sa mère. Sa grand-mère maternelle, férue d'art, de haute couture et d'architecture, est elle-même protestante descendante de Huguenots exilés en Suisse, tandis que son grand-père maternel, militant et ancien typographe du journal L'Humanité est juif, issu d'une famille immigrée en France depuis la Pologne dans les années 1920.
Salimata Diop est titulaire d’un Master en Langues, Littératures, et Civilisations Etrangères (CPGE -Hypokhâgne Khâgne- Maison d’Éducation de la Légion d’Honneur & La Sorbonne Paris IV), et d’un Master en Histoire de l’Art et des Collections (Warwick University & IESA).

## Carrière
De 2012 à 2013, elle co-réalise la série de documentaires African Masters pour la chaîne anglaise The Africa Channel, dévoilant les ateliers d’artistes dont Yinka Shonibare, El Anatsui, Mary Sibande, William Kentridge, Wangechi Mutu, et Ousmane Sow.
Salimata Diop dirige ensuite la programmation de l’Africa Centre de Londres de 2014 à 2015, avant d’être nommée directrice artistique de la foire d’art contemporain AKAA,(Also Known as Africa) au Carreau du Temple à Paris dont elle organisera la programmation des trois premières éditions de 2015 à 2017. Avec le collectionneur Amadou Diaw, elle crée le MuPho, (Musée de la Photographie de Saint-Louis du Sénégal), dont elle prendra la direction de 2017 à 2018, afin de construire et de poser un nouveau maillon pour la reconnaissance, de documentation et de rayonnement des photographes africains du 20e et du 21e siècle.
Elle poursuit par la suite sa carrière de commissaire d’exposition à travers de multiples expositions, publications, et tables rondes. Parmi celles-ci on peut citer Art Africa Fair (2017), Cape Town, pour laquelle elle organise et curate le prix Bright Young Things qui révèle notamment l’artiste Laeïla Adjovi, futur Grand Prix de la Biennale de Dakar en 2018, ou encore  La Villa Rouge (2018) et Les Chants invincibles (2022) dans le cadre du OFF de la Biennale de Dakar, et enfin Pourquoi j’ai arraché ma Peau, première exposition solo de l’artiste franco-camerounaise Beya Gilles Gacha au Tropiques Atrium à Fort de France, en juin 2023. En 2024, Salimata Diop est nommée directrice artistique de la 15ᵉ édition de la Biennale de l’art africain contemporain de Dakar (Dak'Art). Elle y propose une programmation axée sur les questions de mémoire, de transmission et d’imaginaires diasporiques, rassemblant une diversité d’artistes et de perspectives autour du thème The Wake.
Elle figure au palmarès des «50 Africains les plus influents» du magazine Jeune Afrique (2018), de «l’avant-garde des Français de moins de 30 ans» du magazine Vanity Fair (2018), et rejoint l’annuaire des Experts du club XXIe en 2021.